# سوبر ماريو بروس، الفلم
سوبر ماريو بروس، الفيلم (بالإنجليزية: The Super Mario Bros. Movie) هو فيلم رسوم متحركة ثلاثية الأبعاد بالتحريك حاسوبي من إنتاج شركة إليمونيشن بالتعاون مع نينتندو. الفيلم من إخراج أرون هورفاث ومايكل جيلينيك ومن بطولة كريس برات، أنيا تايلور جوي، تشارلي داي، جاك بلاك، كيغان-مايكل كي وسيث روغن، يعرض الفيلم قصة أصل الأخوين ماريو ولويجي، السباكين الإيطاليين الأمريكيين الذين انفصلوا بعد نقلهم إلى عالم خيالي وتورطوا في معركة بين مملكة الفطر بقيادة الأميرة بيتش، وكوبا بقيادة باوزر.
بعد الفشل النقدي والتجاري لفيلم الحركة الحية سوبر ماريو بروس (1993)، أصبحت نينتندو مترددة في ترخيص ملكيتها الفكرية لتعديلات الأفلام. أصبح منشئ ماريو شيديرو ميفاموتو مهتمًا بتطوير فيلم آخر أثناء تطوير خدمة فيرتوال كونسول. من خلال عمل نينتندو مع حدائق يونيفرسال لإنشاء عالم نينتندو الخارق، فالتقى مع الرئيس التنفيذي لشركة الومينايشن كريس ميليداندري. وبحلول عام 2016، كانوا يناقشون فيلم ماريو، وفي يناير 2018، أعلنت نينتندو أنها ستنتجه بالتعاون مع يونيفرسال و الومينايشن. كان الإنتاج جاريًا بحلول عام 2020، وتم الإعلان عن طاقم الممثلين في سبتمبر 2021.
تم عرض فيلم Super Mario Bros لأول مرة في ريجال ال اي في لوس أنجلوس في 1 أبريل 2023، وتم إصداره في الولايات المتحدة في 5 أبريل وفي مصر بتاريخ 19 أبريل 2023، وفي باقي الدول العربية بتاريخ 20 أبريل 2023. على الرغم من أنه تلقى آراء متباينة من النقاد، إلا أن الفيلم حقق 1.36 مليار دولار في جميع أنحاء العالم وحطم عدة ارقام قياسية بما في ذلك أكبر عطلة نهاية أسبوع افتتاحية في جميع أنحاء العالم لفيلم رسوم متحركة، والفيلم الأعلى ربحًا استنادًا إلى لعبة فيديو، وأول فيلم يعتمد على لعبة فيديو بإجمالي يزيد عن مليار دولار. كما أصبح ثاني أعلى فيلم ربحًا لعام 2023، وثالث أعلى فيلم رسوم متحركة ربحًا، والفيلم الأعلى ربحًا من إنتاج شركة الومينايشن. في حفل توزيع جوائز جولدن جلوب رقم 81، تلقى الفيلم ثلاثة ترشيحات: أفضل فيلم رسوم متحركة طويل، وأفضل أغنية أصلية، وإنجاز شباك التذاكر السينمائي، وهي فئة تم تقديمها حديثًا في نفس الحفل. ومن المقرر إصدار الجزء الثاني في 3 أبريل 2026 في الولايات المتحدة، وفي 24 أبريل 2026 في اليابان.

## القصة
افتتح الأخوان الإيطاليان الأمريكيان ماريو ولويجي مؤخرًا مشروعًا للسباكة في بروكلين، مما أثار سخرية صاحب العمل السابق سبايك واستنكار والدهما. بعد رؤية تسرب كبير للمياه في الأخبار، ذهب ماريو ولويجي تحت الأرض لإصلاحه ولكن تم امتصاصهما في أنبوب وارب بيب وانفصلا.
يهبط ماريو في مملكة الفطر، التي تحكمها الأميرة بيتش، بينما يصل لويجي إلى الأراضي المظلمة، التي يحكمها ملك كوبا الشرير باوزر. يسعى باوزر إلى الزواج من بيتش وسوف يدمر مملكة الفطر باستخدام النجمة الخارقة إذا رفضت. قام بسجن لويجي لتهديد ماريو، الذي يعتبره منافسًا على حب بيتش. يلتقي ماريو بـ تود الذي يأخذه إلى بيتش. تخطط بيتش للتحالف مع مملكة القردة للمساعدة في صد باوزر والسماح لماريو و تود بالسفر معها. أخبرت ماريو أيضًا أنها انتهى بها الأمر في مملكة الفطر عندما كانت طفلة، حيث استقبلتها الضفادع وجعلتها في النهاية قائدة لهم. في مملكة الغابة، يوافق الملك كرانكي كونج على المساعدة إذا هزم ماريو ابنه، دونكي كونج، في قتال. على الرغم من قوة دونكي كونج الهائلة، إلا أن ماريو يهزمه باستخدام بدلة القطة.
يستخدم ماريو، وبيتش، وتود، وكونغ عربات الكارتينج للعودة إلى مملكة الفطر، لكن جيش باوزر نصب لهم كمينًا على طريق رينبو. عندما يدمر جنرال كوبا ذو القشرة الزرقاء جزءًا من الطريق في هجوم انتحاري، يسقط ماريو ودونكي كونج إلى المحيط بينما يتم القبض على الكونج الآخرين. يعود بيتش وتود إلى مملكة الفطر ويحثون المواطنين على الإخلاء. يصل باوزر على متن قلعته الطائرة ويتقدم لخطبة بيتش، التي تقبل على مضض بعد أن قام مستشار باوزر كاميك بتقييد تود. يعلم ماريو ودونكي كونج، بعد أن أكلهما ماو راي الذي يشبه ثعبان البحر، أن كلاهما يريدان احترام والدهما فقط ثم يهربون من ماو راي بركوب صاروخ من عربة دونكي كونغ ويسارعون إلى حفل زفاف باوزر وبيتش.
في حفل الزفاف، ينوي باوزر إعدام جميع سجنائه في الحمم البركانية على شرف بيتش. تقوم العلجوم بتهريب زهرة ثلج إلى باقة الخوخ التي تستخدمها لتجميد العربة. يصل ماريو ودونكي كونج ويحرران السجناء، ويستخدم ماريو بدلة تانوكي لإنقاذ لويجي. يحرر باوزر نفسه ويستدعي مشروع قانون "بومبر" لتدمير مملكة الفطر، لكن ماريو يخرجها عن مسارها ويوجهها إلى وارب بيب، حيث تنفجر، مما يخلق فراغًا يمتص قلعة باوزر وشاغليها الحاليين إلى بروكلين.
يحاول ماريو الاستيلاء على النجمة ولكن يتعرض للهجوم من قبل باوزر الغاضب، الذي يهزم بسرعة بيتش وتود و دونكي كونغ. يرى ماريو الإعلان التجاري لشركته على شاشة التلفزيون ويكون متحمسًا لمواجهة باوزر، الذي كاد أن يحرقه. ينقذ لويجي ماريو، ويحصل كلاهما على سوبر ستار. بعد أن أصبحوا لا يقهرون مؤقتًا، هزموا الكوباس، ودمروا قلعة باوزر، وقيدوا باوزر. تقوم بيتش بعد ذلك بتقليص العربة باستخدام فطر صغير أزرق وسجنه. تم الترحيب بماريو ولويجي كأبطال من قبل سكان بروكلين، بما في ذلك والديهم وسبايك.
في وقت لاحق، بعد الانتقال إلى منزل في مملكة الفطر، يبدأ الأخوان ماريو يومًا من أعمال السباكة معًا.

## في المستقبل

### جزء آخر محتمل
في مايو 2021 قال فوروكاوا أن نينتندو كانت مهتمة في إنتاج المزيد من من أفلام الرسوم المتحركة بناء على ملكيتها الفكرية إذا كان سوبر ماريو بروس، الفيلم ناجحاً. في مجلة فارايتي قبل إطلاق الفيلم تم سؤال المنتج كريس ميليداندري عن إمكانية تكملات للفيلم أو مشاريع مقتبسة من عناوين أخرى لنينتندو, فقال: "تركيزنا الآن منصب بالكامل على إخراج الفيلم للجمهور، وفي هذا الوقت، لسنا مستعدين للتحدث عن الأشياء القادمة في المستقبل". في أبريل 21, 2023 بعد نجاح الفيلم في البوكس اوفيس, أعلنت نينتيندو أنه سيكون هناك المزيد من الأفلام المبنية على عناوينها, رغم ذلك فهم لم يؤكدوا بشكل مباشر عن وجود جزء آخر لفيلم الأخوان سوبر ماريو. في يونيو 2023, قال كريس برات أن إضراب نقابة الكتاب الأمريكية 2023 قد أخرت التطوير على جزء ثاني

### أفلام مشتقة (Spin-Off) محتملة
في فبراير 2022, تشارلي داي أعرب عن إهتمامه في تكرار دوره كـ لويجي في فيلم لـ لويجيز مانشن وكرر إهتمامه مرة أخرى في مارس 2023. في أبريل 2023 سيث روغن أعرب عن إهتمامه في أن تشكل دونكي كونج كاونتري أساس الأعمال المستقبلية, قائلا أنها صنعت " الكثير من الفرص " لفيلم مشتق.